# Linhas de metrô em Nova Iorque

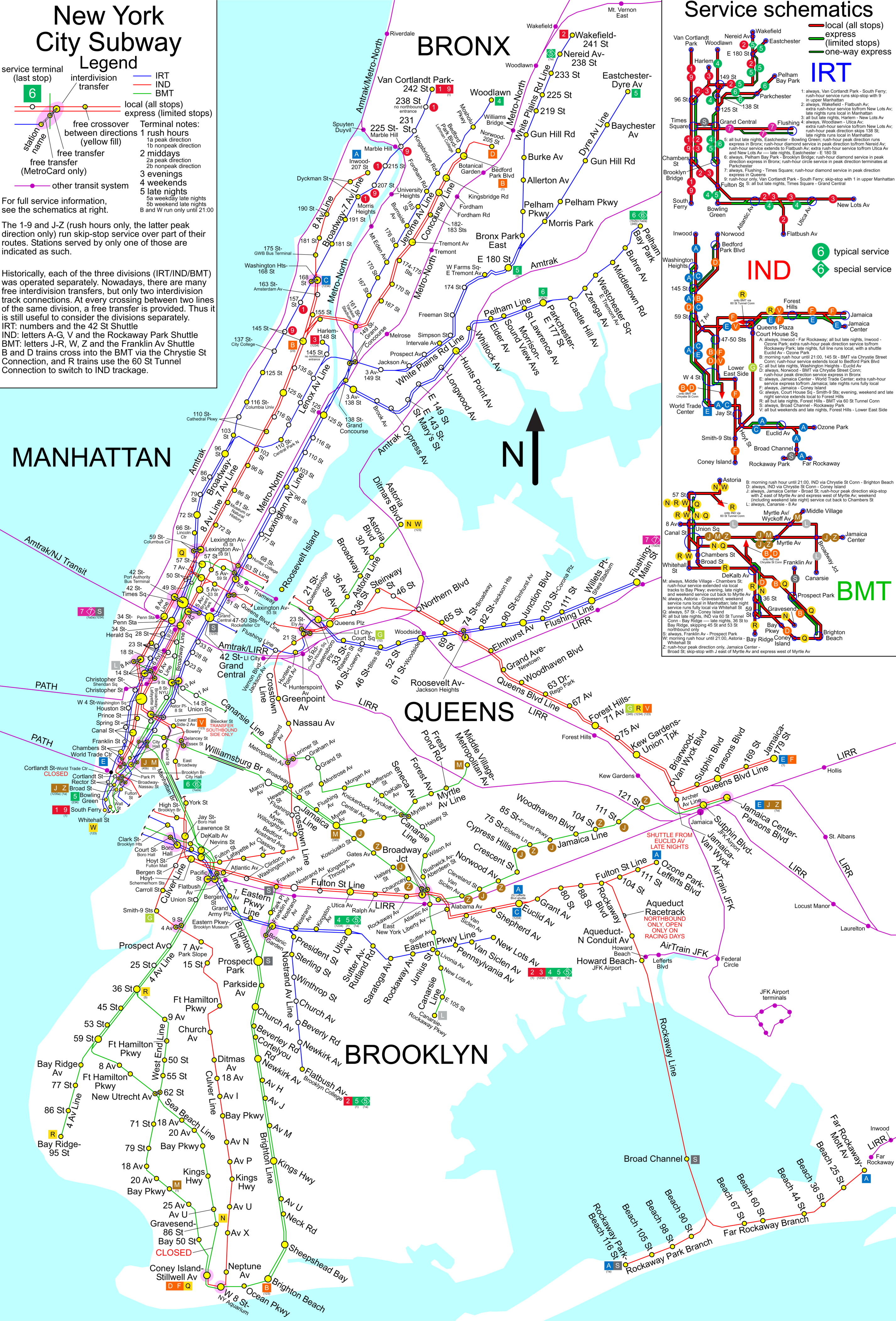
Linhas de metrô em Nova Iorque

O Metropolitano de Nova Iorque (em inglês:  The New York City Subway) é um sistema de transporte público que atende quatro dos cinco distritos de Nova Iorque.
O atual sistema de Metrô de Nova Iorque é herdada dos sistemas:
- Interborough Rapid Transit Company (IRT)
- Brooklyn-Manhattan Transit Corporation (BMT), eo
- Independent Subway System (IND).

Nova Iorque tem a propriedade IND desde a sua criação, o IRT e BMT foram assumidas pelo município em 1940. O sistema de IRT anterior é agora conhecida como a Divisão A, enquanto que a Divisão B é composto de sistemas anterior BMT e IND.
Na terminologia do Metrô de Nova Iorque, os termos „linha” (em inglês:  line) e „serviço” (em inglês:  service) não são completamente intercambiáveis entre si.
Linha é uma estrutura de faixas usadas para a circulação de treines. Cada seção da rede de metrô é atribuído um nome de linha única. Cada nome de linha inclui uma abreviação (IRT, BMT e IND) lembrando o nome estrutural original de uma das três redes originais. Serviço é apenas uma rota que um trem particular, pode levar entre as diversas linhas.Um serviço pode operar ao longo de várias linhas e até mesmo ao longo de diferentes divisões. Por exemplo, o  opera ao longo do IND Queens Boulevard Line, bem como o BMT Broadway Line eo BMT Fourth Avenue Line.
Enquanto que no uso popular a palavra linha é frequentemente usada como sinônimo de serviço, esta lista usará a denominação formal do termo linha.

## Linhas utilizadas
Atualmente existem 34 linhas de metrô em serviço, um (o BMT 63rd Street Line) não está em serviço, e um (o Second Avenue Subway) está em construção.
| Divisão | Linha                          | Borough(s)               | Serviço                | Inaugurada             | Estrutura                                            |
| ------- | ------------------------------ | ------------------------ | ---------------------- | ---------------------- | ---------------------------------------------------- |
| B (IND) | Second Avenue Line             | Manhattan                | em construção          | em construção          | subterrânea                                          |
| B (BMT) | Fourth Avenue Line             | Brooklyn                 |                        | 22 de junho de 1915    | subterrânea                                          |
| B (IND) | Sixth Avenue Line              | Manhattan Brooklyn       |                        | janeiro de 1936        | subterrânea                                          |
| B (IND) | Eighth Avenue Line             | Manhattan Brooklyn       |                        | 10 de setembro de 1932 | subterrânea                                          |
| A (IRT) | 42nd Street Shuttle            | Manhattan                |                        | 27 de outubro de 1904  | subterrânea[a]                                       |
| B (BMT) | 63rd Street Line               | Manhattan                | nenhum serviço regular | 29 de outubro de 1989  | subterrânea                                          |
| B (IND) | 63rd Street Line               | Manhattan Queens         |                        | 29 de outubro de 1989  | subterrânea                                          |
| B (BMT) | Archer Avenue Line             | Queens                   |                        | 11 de dezembro de 1988 | subterrânea                                          |
| B (IND) | Archer Avenue Line             | Queens                   |                        | 11 de dezembro de 1988 | subterrânea                                          |
| B (BMT) | Astoria Line                   | Queens                   |                        | 21 de abril de 1917    | elevada                                              |
| B (BMT) | Brighton Line                  | Brooklyn                 |                        | 2 de julho de 1878     | subterrânea, a céu aberto, na série, aterro, elevada |
| B (BMT) | Broadway Line                  | Manhattan                |                        | 4 de setembro de 1917  | subterrânea                                          |
| A (IRT) | Broadway – Seventh Avenue Line | Bronx Manhattan Brooklyn |                        | 27 de outubro de 1904  | subterrânea, elevada[a]                              |
| B (BMT) | Canarsie Line                  | Manhattan Brooklyn       |                        | 21 de outubro de 1865  | subterrânea, elevada, na série                       |
| B (IND) | Concourse Line                 | Bronx Manhattan          |                        | 1 de julho de 1933     | subterrânea                                          |
| B (IND) | Crosstown Line                 | Brooklyn Queens          |                        | 19 de agosto de 1933   | subterrânea                                          |
| B (IND) | Culver Line                    | Brooklyn                 |                        | 16 de março de 1919    | subterrânea, elevada[c]                              |
| A (IRT) | Dyre Avenue Line               | Bronx                    |                        | 15 de maio de 1941     | na série, subterrânea, elevada[b]                    |
| A (IRT) | Eastern Parkway Line           | Brooklyn                 |                        | 9 de janeiro de 1908   | subterrânea                                          |
| A (IRT) | Flushing Line                  | Manhattan Queens         |                        | 22 de junho de 1915    | subterrânea, elevada                                 |
| B (BMT) | Franklin Avenue Shuttle        | Brooklyn                 |                        | 2 de julho de 1878     | na série, a céu aberto                               |
| B (IND) | Fulton Street Line             | Brooklyn Queens          |                        | 9 de abril de 1936     | subterrânea, elevada[d]                              |
| B (BMT) | Jamaica Line                   | Brooklyn Queens          |                        | 2 de fevereiro de 1885 | elevada                                              |
| A (IRT) | Jerome Avenue Line             | Bronx                    |                        | 12 de junho de 1917    | elevada, subterrânea                                 |
| A (IRT) | Lenox Avenue Line              | Manhattan                |                        | 23 de novembro de 1904 | subterrânea                                          |
| A (IRT) | Lexington Avenue Line          | Manhattan                |                        | 27 de outubro de 1904  | subterrânea[a]                                       |
| B (BMT) | Myrtle Avenue Line             | Brooklyn Queens          |                        | 19 de dezembro de 1889 | elevada, na série                                    |
| B (BMT) | Nassau Street Line             | Manhattan                |                        | 16 de setembro de 1908 | subterrânea                                          |
| A (IRT) | New Lots Line                  | Brooklyn                 |                        | 23 de novembro de 1920 | elevada                                              |
| A (IRT) | Nostrand Avenue Line           | Brooklyn                 |                        | 23 de agosto de 1920   | subterrânea                                          |
| A (IRT) | Pelham Line                    | Bronx                    |                        | 1 de agosto de 1918    | subterrânea, elevada                                 |
| B (IND) | Queens Boulevard Line          | Queens                   |                        | 19 de agosto de 1933   | subterrânea                                          |
| B (IND) | Rockaway Line                  | Queens                   |                        | 28 de junho de 1956    | na série, aterro, elevada[e]                         |
| B (BMT) | Sea Beach Line                 | Brooklyn                 |                        | 22 de junho de 1915    | a céu aberto, na série                               |
| B (BMT) | West End Line                  | Brooklyn                 |                        | 24 de junho de 1916    | elevada, na série                                    |
| A (IRT) | White Plains Road Line         | Bronx                    |                        | 10 de julho de 1905    | elevada, subterrânea                                 |